# Три-Риверс (район)
Три-Риверс (англ. Three Rivers) — неметрополитенский район (англ. non-metropolitan district) в графстве Хартфордшир (Англия). Административный центр — город Рикмансуарт.

## География
Район расположен в юго-западной части графства Хартфордшир, граничит с Большим Лондоном и графством Бакингемшир.

## История
Район был образован 1 апреля 1974 года в результате слияния городских районов (англ. Urban district) Рикмансворт, Чорливуд и сельского района (англ. Rural District) Уотфорд.

## Состав
В состав района входит 1 город:
- Рикмансуарт

и 5 общин (англ. civil parish):
- Абботс-Лангли
- Чорливуд
- Кроксли-Грин
- Сарратт
- Уотфорд-Рурал